# اورنان
اورنان (به فرانسوی: Ornans) یکی از کمون‌های فرانسه است که در دپارتمانِ دو در شرق فرانسه واقع شده‌است. اورنان زادگاه گوستاو کوربه نقاش مشهور فرانسوی است.

## خصوصیات
اورنان ۳۵٫۷۲ کیلومتر مربع مساحت و ۴٬۳۷۷ نفر جمعیت دارد.

## خواهرخوانده
شهرهای لتور دو پلز، هوفینگن و کانتلی، کبک خواهرخوانده‌های اورنان هستند.

## نگارخانه

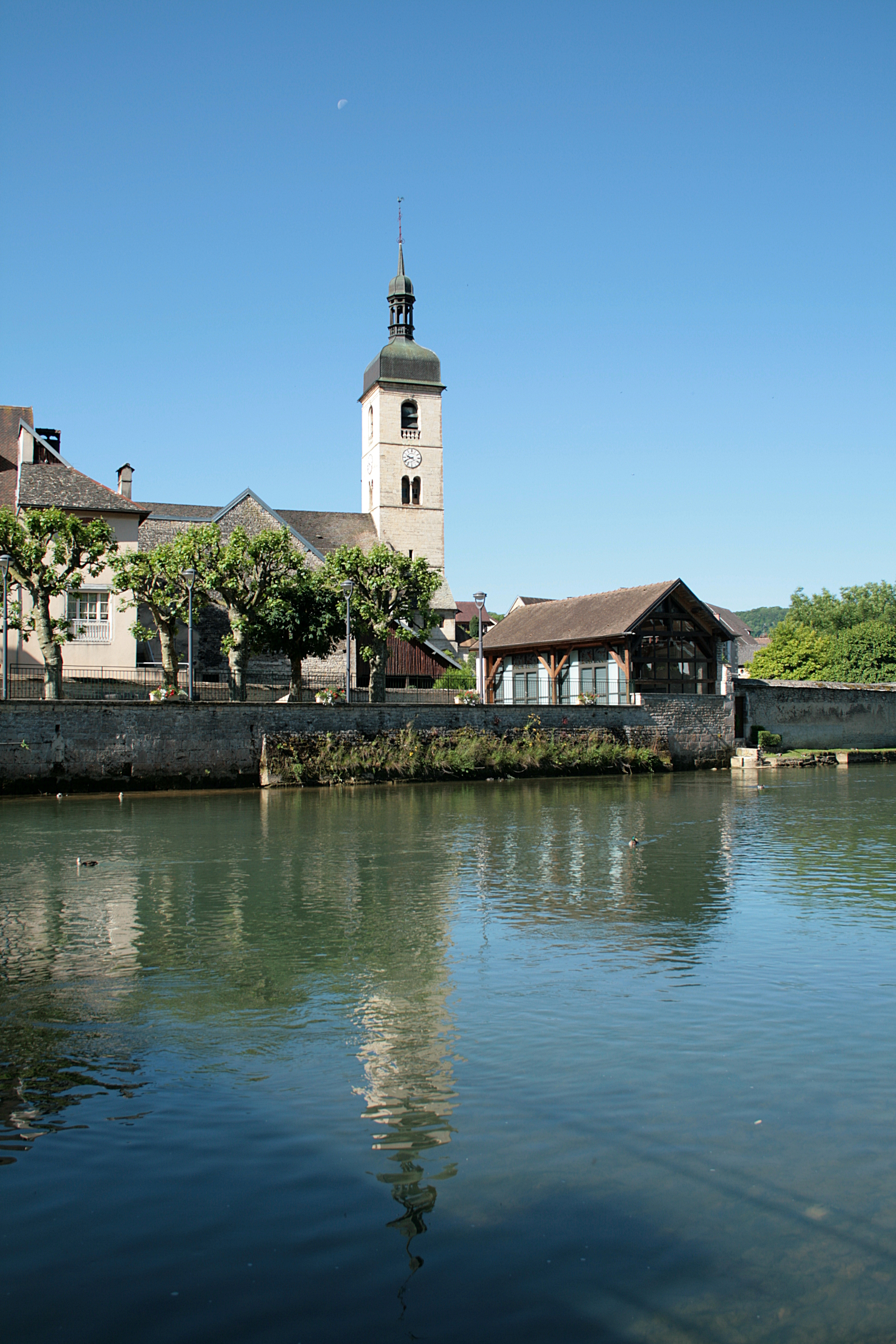
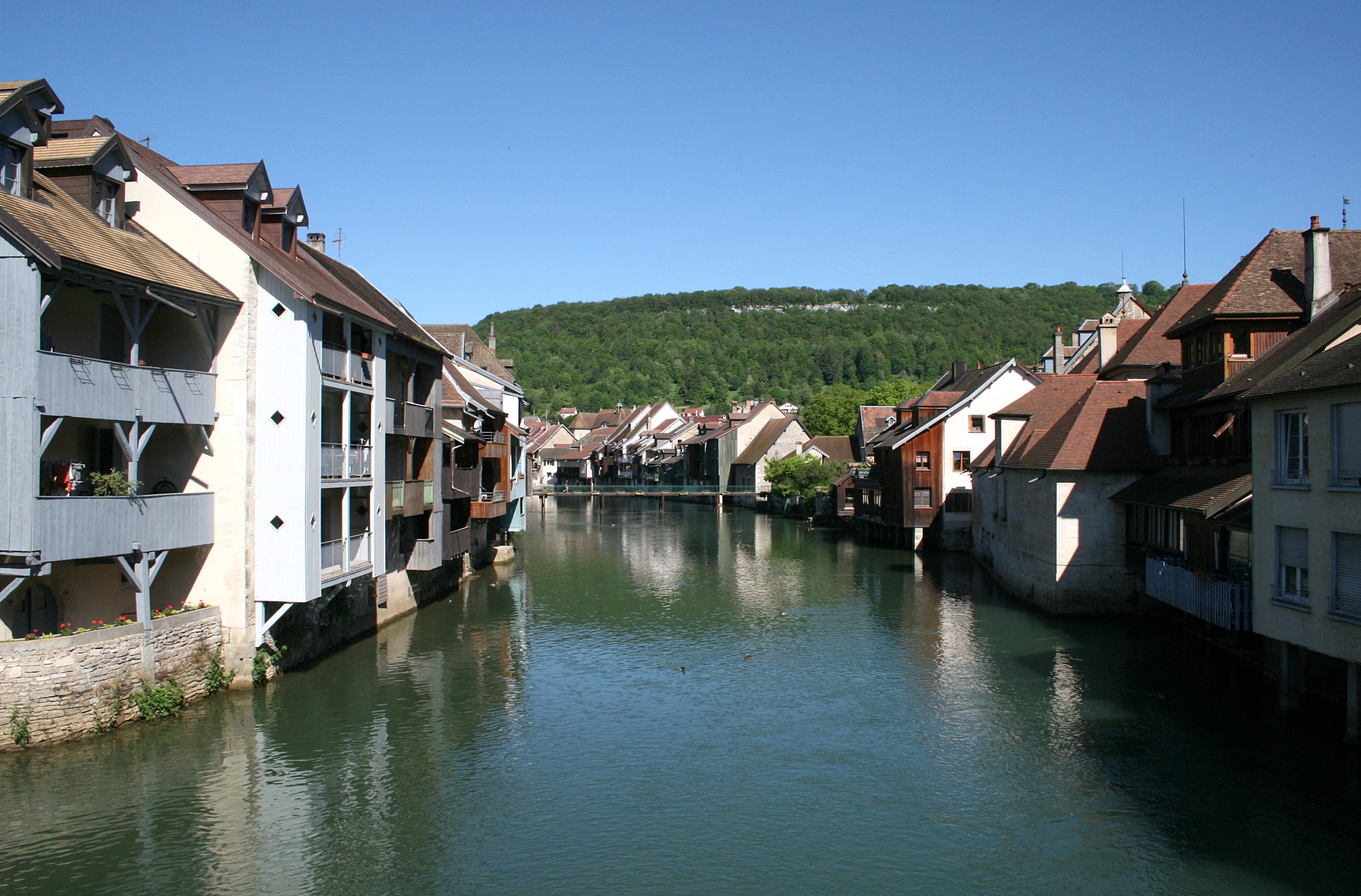
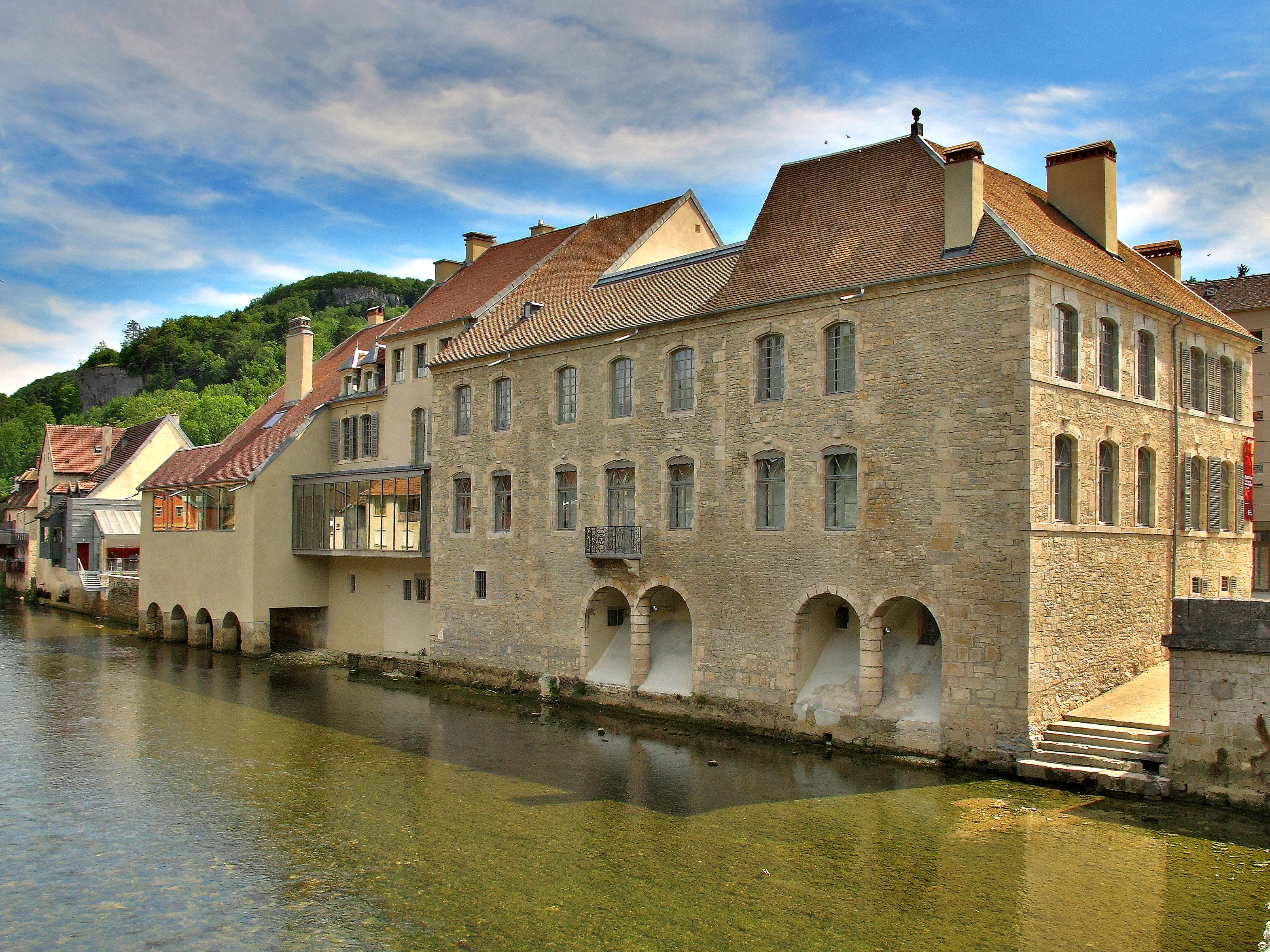